# Congrès de saint Grégoire le Grand
Le Congrès de saint Grégoire le Grand est une conférence internationale et religieuse, tenue du 6 au 9 avril 1904 à Rome, lors du centenaire du saint pape Grégoire Ier. 
Il s'agissait également d'un congrès afin de promouvoir la réforme liturgique, inaugurée par le nouveau pape Pie X l'année précédente, notamment le lancement du projet de l'Édition Vaticane.

## Histoire

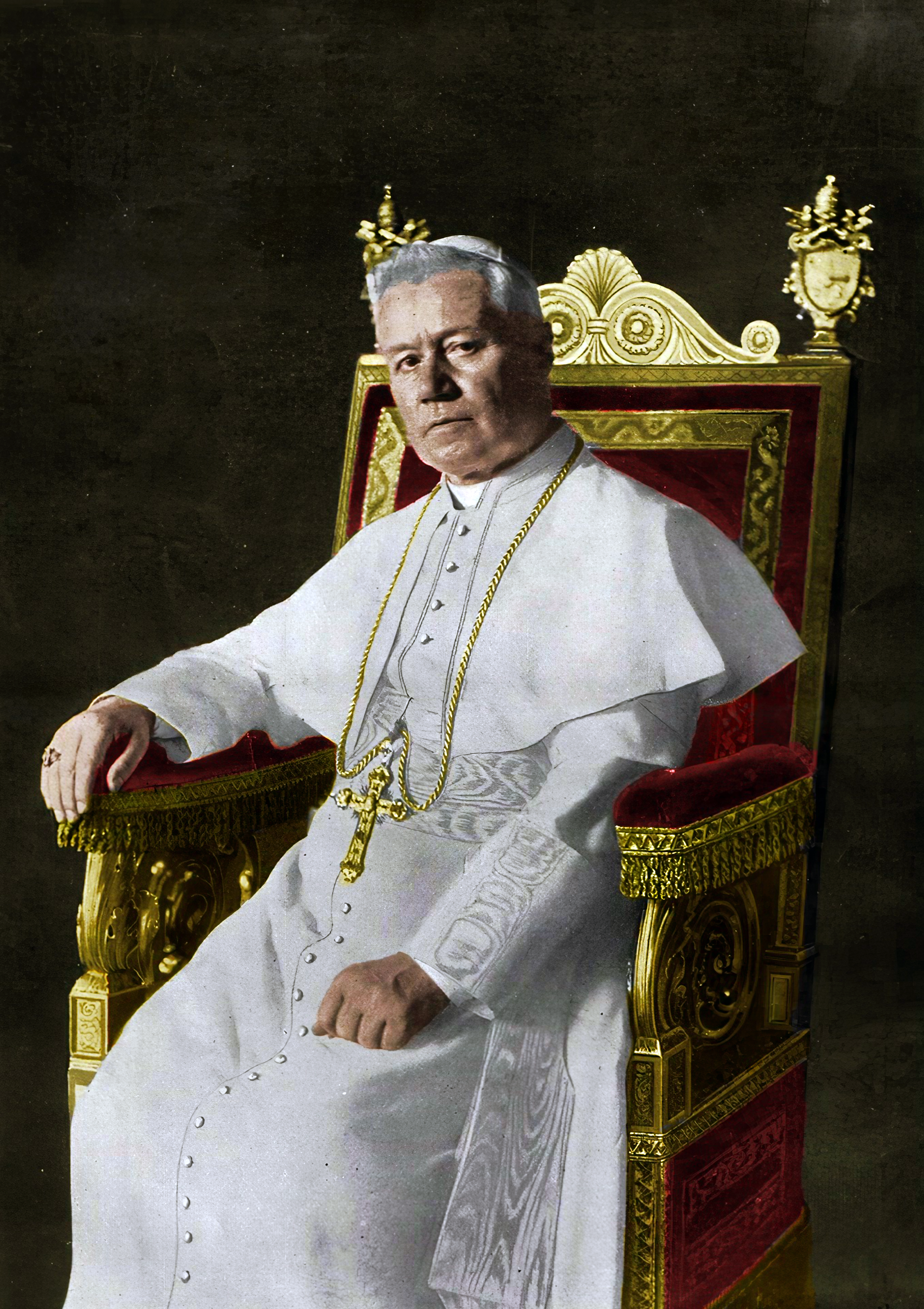
Pape Pie X (1835 - 1903 - † 1914).

À peine élu en août 1903, le nouveau pape Pie X commença à reformer la liturgie de l'Église, afin de lutter contre la décadence musicale lors de la célébration, surtout en Italie, qui provoquait une grosse difficulté. Tout d'abord, le saint pape promulgua son Inter pastoralis officii sollicitudes, en tant que discipline, le 22 novembre, fête de sainte Cécile.
L'année 1904 fut marquée par le centenaire du saint pape Grégoire Ier († 604). En profitant de cet événement, le pape lança le projet de l'Édition Vaticane, livre de chant en grégorien pour l'Église universelle. Cet événement, un remplacement entier de livre liturgique, pour la première fois après Charlemagne, eut lieu sous couvert de l'autorité de saint Grégoire. Le chant grégorien authentique, récemment restauré par les moines de l'abbaye Saint-Pierre de Solesmes, était capable de justifier aisément cette autorité. Saint Grégoire étant mort le 12 mars 604, l'anniversaire en était le 12 mars 1904, mais la conférence fut décalée pour se tenir tenue juste après Pâques, en raison des célébrations. Le Congrès de saint Grégoire le Grand se déroula du 6 au 9 avril 1904, avant l'annonce du projet de la nouvelle édition. 

## Principaux conférenciers
- Angelo de Santi
- Baron Rudolf Kanzler (commission pontificale d'archéologie sacrée)
- Peter Wagner (docteur, université de Fribourg)
- Mgr. Alphonse-Gabriel Foucault (évêque de Saint-Dié, président d'honneur de la section grégorienne)
- Rme. Dom Joseph Pothier (abbé bénédictin de Saint-Wandrille (abbaye Saint-Wandrille de Fontenelle)
- Dom André Mocquereau (abbaye Saint-Pierre de Solesmes)
- Dom Lucien David (abbaye Saint-Wandrille, étudiant de l'Athénée pontifical Saint-Anselme à Rome[pc 1])

## Séances
Le congrès fut tenu du 6 au 9 avril à Rome, et comptait 800 participants.
Cette conférence se caractérisait notamment de la participation de deux grands restaurateurs de Solesmes, Dom Joseph Pothier (abbé de Saint-Wandrille) ainsi que son successeur Dom André Mocquereau (chef de chœur et directeur de la Paléographie musicale de Solesmes). La conférence se commença, le 6 avril, avec des discours de Don de Santi et de Dr Wagner, afin de féliciter la restauration scientifique et artistique du chant grégorien par Solesmes. Ce congrès était, pour la première fois, l'applaudissement officiel dans la circonstance publique à Rome, en faveur de Solesmes, après presque 50 ans de travail.
Ceux qui représentaient au Vatican et dirigeaient le congrès, Don de Santi et le baron Rudolf Kanzler, n'étaient autre qu'amis de Solesmes depuis 1890, une célébration en grégorien au Séminaire français de Rome. Peter Wagner aussi était un collaborateur.
Les deux restaurateurs présentèrent respectivement, le 6 avril, leurs travaux en détail. Alors que Dom Pothier soulignait la caractéristique artistique du chant grégorien, Dom Mocquereau expliquait leur méthode paléographique et scientifique. Dom Pothier reprit son sujet encore le 9. Ce jour-là, un jeune disciple de ce dernier, Dom Lucien David, résuma le commencement de la restauration auprès de l'abbaye de Solesmes. 
Le dernier jour, 9 avril, une déclaration officielle au regard du projet de l'Édition Vaticane fut exécutée par l'évêque de Saint-Dié Alphonse-Gabriel Foucault, lors de la troisième séance générale. Le Père de Santi précisa encore que le pape n'octroierait dorénavant aucun privilège excluant d'autres publications. De plus, un principe provisoire fut présenté : si l'édition de Solesmes était une seule version qui était capable de satisfaire le motu proprio daté du 22 novembre 1903, Inter pastoralis officii sollicitudes, les diocèses pouvaient continuer à faire chanter d'après leurs livres en usage, jusqu'à la publication de l'Édition Vaticane.

## Publication de conférences
Les conférences des deux restaurateurs furent enregistrées par la Société Gramophone ainsi que publiées dans des revues.
- Joseph Pothier, Le chant grégorien est un art : revue la Rassegna gregoriana, col. 325 - 332, Rome 1904
- André Mocquereau, L'École Grégorienne de Solesmes : I. Sa Méthode critique, Rassegna gregoriana, col. 233 - 244 ; II. Histoire d'un neume, col. 311 - 326 ; III. L'évolution dans l'esthétique et la tradition grégorienne, col. 397 - 420, Rome 1904

traductions en italien et en espagnol : revue les Études grégoriennes, tome II, p. 199 et suiv., Solesmes 1957
- Lucien David, Comment les mélodies grégoriennes ont été retrouvées, éditée par Don de Santi : Rassegna gregoriana, col. 225, Rome 1904

## Événements suivants
Le congrès fut suivi, le 11 avril, soit une semaine après Pâques, d'une grande célébration de messe en grégorien, en rendant hommage à saint Grégoire le Grand. D'une part, il s'agissait d'une messe par 150 moines bénédictins. D'autre part, un professeur grégorien dirigea 1 210 religieux, en répartissant la même messe, selon une notation soigneusement préparée par Solesmes.   
Ces répertoires et un certain nombre de discours du congrès furent enregistrés par la Société Gramophone, jeune entreprise britannique, en collaboration avec le Saint-Siège.
La succession des événements accompagnés se termina, le 13 avril, lorsque le pape octroya une médaille commémorative à chaque congressiste. Ainsi, Amédée Gastoué était l'un de ces commandeurs de Saint-Grégoire-le-Grand, selon une page de titre.
À partir de ce congrès, plusieurs congrès grégoriens furent successivement tenus, au début du XXe siècle, par le Saint-Siège ou par les religieux qui concernaient.